# Brygga (musik)
Brygga inom populärmusik avser oftast den del som kan komma mellan en kompositions verser och refränger och som syftar till att bygga upp energin inför refrängen. Bryggor förekommer främst inom modern populärmusik, och är mycket ovanliga inom visor, barnsånger och psalmer.
En brygga, i likhet med ett stick, brukar i viss mån verka kontrasterande mot vers och/eller refräng på ett eller annat sätt.

## Engelska termer
Det kan råda viss förvirring inför vissa överförda begrepp från engelskan, främst eftersom brygga inte är en motsvarighet till bridge. På engelska kallas bryggan oftast pre-chorus, alternativt build, channel, transitional bridge eller b-section of the verse, samt inom den elektroniska genren buildup. Den del i en sång som ofta kommer före sista refrängen och som på svenska heter stick, kallas i engelskan bridge eller middle eight.